# Hydrornis
Hydrornis es un género de Aves paseriformes de la familia Pittidae. El género contiene de once a trece especies, que se distribuyen en el sudeste asiático. Todas las especies eran atribuidas al género Pitta, pero un estudio de 2006 dividió la familia en tres géneros.

## Especies
Se reconocen las siguientes especies:
- Hydrornis phayrei (Blyth, 1862) – pita orejuda.
- Hydrornis nipalensis (Hodgson, 1837) – pita nuquiazul.
- Hydrornis soror (Ramsay, RGW, 1881) – pita lomiazul.
- Hydrornis oatesi Hume, 1873 – pita rojiza.
- Hydrornis schneideri (Hartert, 1909) – pita de Schneider.
- Hydrornis caeruleus (Raffles, 1822) – pita gigante.
- Hydrornis baudii (Müller, S & Schlegel, 1839) – pita cabeciazul.
- Hydrornis cyaneus (Blyth, 1843) – pita azul.
- Hydrornis elliotii (Oustalet, 1874) – pita de Elliot.
- Hydrornis guajanus (Statius Müller, 1776) – pita barrada de Java.
- Hydrornis irena (Temminck, 1836) – pita barrada malaya.
- Hydrornis schwaneri (Bonaparte, 1850) – pita barrada de Borneo.
- Hydrornis gurneyi (Hume, 1875) – pita de Gurney.

Dentro del género, la pita orejuda es considerada basal en comparación con otras especies, tanto es así que algunos autores proponen la clasificación en un género monotípico, Anthocincla. Las subespecies irena y schwaneri de la pita barrada, han sido elevadas a la categoría de especie, con los nombres de H. irena y H. schwaneri.